# Délis Ahou
Délis Ahou, né le 23 août 1984 à Nantes, est un footballeur français d'origine nigérienne et réunionnaise qui évolue au poste de défenseur latéral gauche. Il a plusieurs sélections avec l'équipe nationale du Niger.

## Saison 2007-2008
Après avoir activement participé à la remontée du SCO Angers en Ligue 2, Delis Ahou est nommé titulaire lors du premier match contre Brest. Cependant il sortira du onze angevin pendant le reste du premier tiers de la saison enchainant les petits soucis physiques.
Ahou revient au mois de décembre 2007 dans l'équipe de Ligue 2 et obtient une place de titulaire dans le onze angevin.

## Carrière
| Saison      | Club                      | Pays   | Championnat                  | Coupes nationales |
| ----------- | ------------------------- | ------ | ---------------------------- | ----------------- |
| 2002 - 2003 | FC Nantes (réserve)       | France | CFA (4e division)            | -                 |
| 2003 - 2004 | FC Nantes (réserve)       | France | CFA (4e division)            | -                 |
| 2004 - 2005 | US Jeanne d'Arc Carquefou | France | CFA (4e division)            | -                 |
| 2005 - 2006 | Gazélec Ajaccio           | France | 13 matchs (National)         | -                 |
| 2006 - 2007 | SCO Angers                | France | 29 matchs / 1 but (National) | 1 match           |
| 2007 - 2008 | SCO Angers                | France | 20 matchs (D2)               | 5 matchs          |
| 2008 - 2009 | SCO Angers                | France | 5 matchs (D2)                | -                 |